# Witchy Precure!
Go! Princess PreCure Kirakira☆PreCure a la Mode
Witchy Pretty Cure! (魔法つかいプリキュア!, Mahō Tsukai PuriKyua!, Maho Girls PreCure!) est une série d'animation japonaise de type magical girl produite par le studio Tōei Animation. C'est la 13e série de la franchise Pretty Cure.

## Personnages

### Pretty Cures
Mirai Asahina (朝日奈 みらい, Asahina Mirai) Cure Miracle (キュアミラクル, Kyua Mirakuru)
Voix japonaise : Rie Takahashi
Mirai est une fille pétillante de 13 ans qui a les yeux violets et de courts cheveux blonds dorés, elle est en deuxième année et elle est drôle, charmante et dynamique et elle s'intéresse à diverses choses comme la magie. Elle possède un ours en peluche appelé Mofurun. En tant que Cure Miracle, elle devient plus grande et ses cheveux s’allongent jusqu’au milieu de son dos pour devenir blonds et plus lumineux. Une partie de ses cheveux est coiffée d'une queue de cheval sur le côté droit de sa tête et est tenue par un arc rose foncé. Ses yeux deviennent aussi violet clair. Il y a un anneau vert clair autour de la queue de cheval. Elle porte également un bandeau rose avec un petit chapeau de sorcière rose avec un cœur. Il y a un volant blanc sous celui-ci et un collier de perles qui y pend. Sa robe est rose pâle sur le dessus, avec des manches bouffantes, un nœud rose foncé et un cristal rose au centre. À l'arrière de sa taille se trouve un arc rose assorti. La deuxième moitié de la robe est rose foncé avec de petits nœuds roses à l'avant et plus longue sur le côté gauche. La jupe a une couche rose clair et une couche blanche. Autour de sa taille se trouve une ceinture entourée de sphères bleues, rouges et jaunes. Elle est une simple terrienne et habite le monde Sans Magie (la Terre). Elle rencontrera Riko et Kotoha avec lesquelles elle deviendra Cure Miracle et leur amie.
Riko Izayoi (十六夜 リコ, Izayoi Riko) Cure Magical (キュアマジカル, Kyua Majikaru)
Voix japonaise : Yui Horie
Riko est une fille sérieuse de 13 ans qui a les yeux roses et des longs cheveux violets attachés en demi-queue et décorés d'une frange sur le devant. Elle porte également une robe pourpre foncé avec des manches pourpres et des fleurs pourpres peintes autour de la jupe. Elle porte également des chaussures grises et des chaussettes violettes courtes. Quand elle devient Cure Magical ses cheveux s'allongent dans le dos et deviennent violets. Elle a aussi deux queues jumelles en forme d'ailes retenues dans un arc rouge. Son chapeau de sorcière est noir avec une étoile dessus et un volant violet clair dessous. Il y a aussi une chaîne de perles d'or avec une étoile et un pom-pom rose à la fin. Sa robe est violette avec un collier violet foncé et une taille avec deux nœuds roses et jaunes. Sur le dessus se trouve un bijou violet clair avec un ruban rouge en bas, une doublure blanche en forme d'aile et un arc rouge dans le dos. Elle porte également une cape jaune clair qui lui atteint le dos. Ses gants sont noir violacés et atteignent ses coudes ainsi que ses bottes noires violacés à bouts de pourpre. Comme Cure Miracle, elle porte également des bracelets en or. Riko vient du monde Magique et cherche les Linkle Stones sur Terre, en cherchant la Linkle Stone Emerald, elle rencontrera Mirai, à qui elle fera découvrir toutes les facettes du monde Magique et ses dangers diverses.
Ha-chan (はーちゃん, Hā-chan) Kotoha Hanami (花海 ことは, Hanami Kotoha) Cure Felice (キュアフェリーチェ, Kyua Ferīche)
Voix japonaise : Saori Hayami
Kotoha est une fille semblable à Mirai, elle est issue du Linkle Smartbook et est en réalité une fée. Elle grandit très vite au sein du livre, aidée de Mirai et de Riko qui auront découvert son existence dans la bibliothèque interdite. Elle est âgée de 13 ans comme Mirai et Riko, et a les yeux verts. Ses cheveux sont roses avec une frange arrondie qui est attachée avec un bandeau vert avec des pâquerettes à la fin. Vêtu d’un chemisier blanc à bretelles vertes et d’un petit nœud rose. Sa jupe est vert clair avec deux motifs de papillons jaunes et une seconde couche de mousseline jaune. En tant que Cure Felice, ses cheveux sont beaucoup plus clairs et portés en queues jumelées tressées et fluides, tenues chacune avec une seule fleur et un serre-tête vert en matériau translucide, un seul papillon en or et une seule fleur attachée. Ses franges dépassent sa taille et sont tenues avec une fleur et un papillon de chaque côté. Sur son front est un accessoire perlé d'or. Elle gagne des boucles d'oreilles vertes. Son haut est vert clair avec une énorme rose rose et une tige vert foncé avec des feuilles sur le devant. Les manches sont de couleur crème et atteignent ses coudes. La jupe est turquoise avec une couche rose pure sur elle décorée de fleurs roses et oranges. Il y a d'épais bracelets verts autour de chaque poignet avec un anneau de rose au majeur. Elle porte également des chaussures à talons hauts turquoises avec des rubans verts autour de chaque jambe et une fleur blanche au-dessus du genou. Il y a de petites ailes turquoises sur son dos. Le Linkle Smartbook semble se trouver du côté gauche de sa hanche.

## Anime

### Synopsis
Mirai, une collégienne qui porte toujours son ours en peluche, et en le faisant tomber rencontre accidentellement une sorcière appelée Riko, alors que cette dernière cherchait la Linkle Stone Emerald, la Linkle Stone de la Vie. Un miracle magique se produit lorsque les deux se tiennent par la même main alors qu'ils portent le même pendentif (qui est le Linkle Stone Diamond) et qu'elles doivent trouver les autres Linkle Stones. Avec l'aide de la Linkle Stone Diamond et de Mofurun, elles se transformeront en Precures et protégeront les Linkle Stones des antagonistes qui veulent les pierres pour transformer le monde en désespoir.

### Liste des épisodes
| No | Titre français                                                             | Titre japonais | Titre japonais | Date de 1re diffusion |
| No | Titre français                                                             | Kanji          | Rōmaji         | Date de 1re diffusion |
| -- | -------------------------------------------------------------------------- | -------------- | -------------- | --------------------- |
| 1  | Une rencontre magique et miraculeuse ! La naissance des Pretty Cure !      |                |                |                       |
| 2  | Bienvenue à l'école de sorcellerie ! Mais où est le directeur ?            |                |                |                       |
| 3  | Shopping au marche des sorciers ! Le pouvoir du rubis !                    |                |                |                       |
| 4  | Début des cuors de magie ! Trouvez les papillons mystérieux !              |                |                |                       |
| 5  | Dispute sur l'île de glace ?! Une amitié liée par la magie !               |                |                |                       |
| 6  | Cours de baguette magique ! La sœur de Riko nous enseigne tout !           |                |                |                       |
| 7  | La magie du village des sirènes ! Le réveil attendu du saphir !            |                |                |                       |
| 8  | Séance de vol sur un balai ! Sauvez la famille Pégase !                    |                |                |                       |
| 9  | Au revoir le monde de la sorcellerie ?! Le dernier test de Mirai et Riko ! |                |                |                       |
| 10 | De retour dans le monde Sans Magie ! Mais où est passée Riko ?             |                |                |                       |